# Sandy Hook (Kentucky)
Sandy Hook es una ciudad ubicada en el condado de Elliott en el estado estadounidense de Kentucky. En el Censo de 2010 tenía una población de 675 habitantes y una densidad poblacional de 265,13 personas por km².

## Geografía
Sandy Hook se encuentra ubicada en las coordenadas 38°5′36″N 83°7′22″O / 38.09333, -83.12278. Según la Oficina del Censo de los Estados Unidos, Sandy Hook tiene una superficie total de 2.55 km², de la cual 2.54 km² corresponden a tierra firme y (0.1%) 0 km² es agua.

## Demografía
Según el censo de 2010, había 675 personas residiendo en Sandy Hook. La densidad de población era de 265,13 hab./km². De los 675 habitantes, Sandy Hook estaba compuesto por el 97.33% blancos, el 0.59% eran afroamericanos, el 0.15% eran amerindios, el 0.15% eran asiáticos, el 0.15% eran isleños del Pacífico, el 0% eran de otras razas y el 1.63% pertenecían a dos o más razas. Del total de la población el 0.89% eran hispanos o latinos de cualquier raza.